# Rumcherod
Rumcherod (em russo:  Румчерод; em ucraniano:  Румчород;em romeno:  RumCerOd) foi um órgão de curta duração do poder soviético na parte sudoeste do Império Russo que funcionou durante maio de 1917–maio de 1918. O nome é a abreviação em russo para seu nome completo Comitê Executivo Central dos Sovietes da Frente Romena, Frota do Mar Negro e Oblast de Odessa (em russo:  Рум ынского фронта, Чер номорского флота и Од есской области, transl. Rumynskogo fronta, Chernomorskogo flota i Odesskoy oblasti; em ucraniano:  комітету депутатів рад Румунського фронту, Чорноморського флоту і Одеської округи;em romeno:  Comitetul Executiv Central al Sovietelor Frontului Român, Flotei Mării Negre și regiunii Odessa).
Oblast de Odessa naquele caso significava o território do Distrito Militar de Odessa do Império Russo. Durante aquele período de tempo, o Distrito Militar Russo de Odessa antes de ser invadido pelos soviéticos incluía os seguintes gubernias: Gubernia de Querson, Gubernia de Bessarabia, Gubernia de Táurida e partes do Gubernia de Podólia e Gubernia de Volínia.

## Visão geral
Rumcherod foi criado no 1º Congresso dos Sovietes de Frente e Oblast em Odessa (23 de maio a 9 de junho de 1917). A maioria naquela primeira reunião consistia de mencheviques e esers, que apoiavam o Governo Provisório Russo e a continuação da guerra até o fim. Sua posição era contra os bolcheviques e sua Revolução de Outubro. Por ordem de Nikolai Krylenko, que desempenhava funções de Comandante Chefe do Sovnarkom, Rumcherod foi forçado a ser dissolvido.
De 23 de dezembro de 1917 a 5 de janeiro de 1918, em Odessa, os sovietes organizaram um congresso de sovietes que elegeu o novo Rumcherod, composto por 180 pessoas. A composição do segundo Rumcherod era de 70 bolcheviques, 55 esquerdistas da Ess, 23 representantes de organizações camponesas e 32 de outros partidos. O comitê reconheceu o governo soviético e aprovou sua política. V. Volodarski compareceu ao congresso como representante do governo soviético e do Comitê Central do Partido Trabalhista Social-Democrata Russo (Bolcheviques) (RSDLP(b)). O ex-membro do comitê de Petrogrado do RSDLP(b) Vladimir Yudovski foi eleito presidente do Rumcherod, que serviu como a autoridade máxima da República Soviética de Odessa.
De janeiro a março de 1918, o Rumcherod apoiou militarmente as forças pró-soviéticas na República Democrática da Moldávia, e mais tarde se opôs às tropas enviadas para a região pela Romênia. Mais tarde, a república soviética foi forçada a cumprir as condições do Tratado de Brest-Litovsk e se retirar devido ao avanço militar germano-austríaco, primeiro para Nikolayev, depois para Rostov-on-Don e Yeysk. Em maio de 1918, foi dissolvido enquanto seu presidente Yudovski se mudou para Moscou.